# Verlin
Verlin ist eine französische Gemeinde im Département Yonne (Region Bourgogne-Franche-Comté) im Arrondissement Sens und im Kanton Joigny (bis 2015: Kanton Saint-Julien-du-Sault). Die Gemeinde hat 407 Einwohner (Stand: 1. Januar 2022), die Verlinois genannt werden.

## Geographie
Verlin liegt etwa 34 Kilometer nordwestlich von Auxerre. Umgeben wird Verlin von den Nachbargemeinden Bussy-le-Repos im Norden, Saint-Julien-du-Sault im Osten und Nordosten, Précy-sur-Vrin im Süden, Cudot im Südwesten sowie Saint-Martin-d’Ordon im Westen.

## Bevölkerungsentwicklung
| Jahr                      | 1962 | 1968 | 1975 | 1982 | 1990 | 1999 | 2006 | 2013 |
| ------------------------- | ---- | ---- | ---- | ---- | ---- | ---- | ---- | ---- |
| Einwohner                 | 319  | 265  | 250  | 287  | 284  | 325  | 403  | 434  |
| Quelle: Cassini und INSEE |      |      |      |      |      |      |      |      |

## Sehenswürdigkeiten

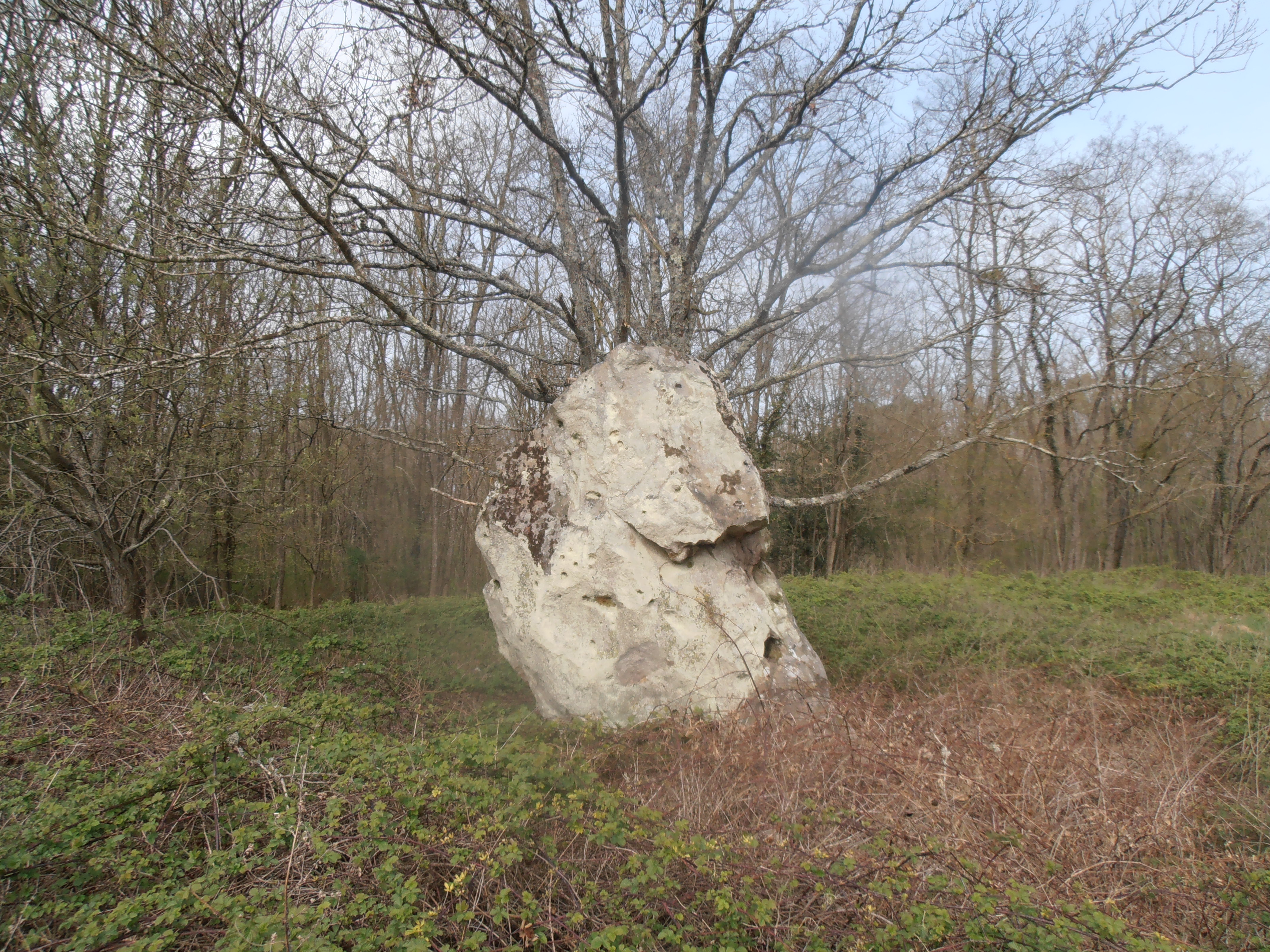
Menhir Les Pommesoies
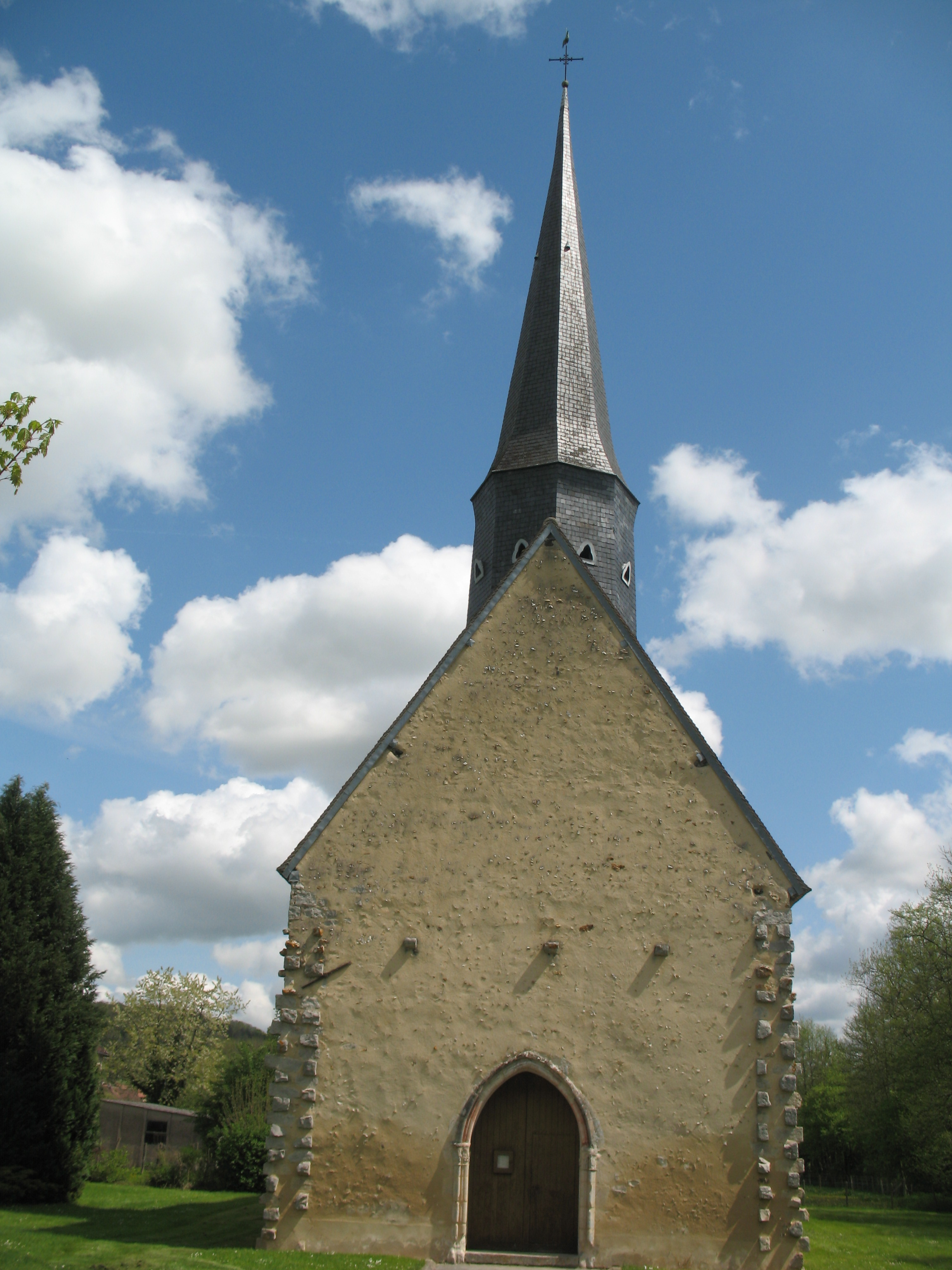
Kirche Notre-Dame-de-l'Assomption

- Menhir Les Pommesoies
- Kirche Notre-Dame-de-l'Assomption